# Полоски
Полоски (Полоскі, пол. Połoski) — село в Польщі, у гміні Піщаць Більського повіту Люблінського воєводства. Населення — 619 осіб (2011).

## Історія
До виселення українців під час операції «Вісла» Полоски були українським селом.
1670 року вперше згадується унійна церква в селі.
За даними етнографічної експедиції 1869—1870 років під керівництвом Павла Чубинського, у селі переважно проживали греко-католики, які розмовляли українською мовою.
У міжвоєнні 1918—1939 роки польська влада в рамках великої акції руйнування українських храмів на Холмщині і Підляшші перетворила місцеву православну церкву на римо-католицький костел.
У вересні 1939 року в селі відбулися українсько-польські збройні сутички, коли поляки спробували пограбувати пограбувати місцеве населення, зокрема забрати коней, але отримали відпір, внаслідок чого польські нападники були вбиті. За німецької окупації під час Другої світової війни у селі діяла українська школа. У 1943 році в селі мешкало 558 українців та 222 поляки.
У 1944 році, вже за радянської окупації, мешканці села зверталися до влади з проханням відкрити українську школу, на що з отримали відповідь, що українці можуть навчатися в польській школі, де для них окремо були уроки української мови. Як писав у звіті за червень 1946 року командир сотні УПА Іван Романечко («Ярий»), усе населення Полосок, аби уникнути виселення з Польщі до УРСР, перейшло на римо-католицтво. За польськими підрахунками станом на 27 червня 1947 року, у громаді Полоски проживав 291 українець, які підлягали виселенню у північно-західні воєводства згідно з планом депортації українського населення у рамках операції «Вісла».
У 1975—1998 роках село належало до Білопідляського воєводства.

## Церква
Дерев'яна церква св. Дмитра зведена в 1876 році. У 1919 р. поляками церква була відібрана в українців під костел. У 1941 р. українцям вдалося повернути церкву, на 1947 р. церква налічувала 747 парафіян. Після депортації українців у 1947 р. церква стояла пусткою, з 1966 р. забрана під костел.

## Псевдопам'ятник
У селі 22 вересня 1991 р. відкрили псевдопам'ятник кільком польським воякам-мародерам, убитим місцевими жителями в 1939 р., з дезінформувальним написом про їх убивство «комуністичними українцями». За свідченнями жителів села (зібраними Богданом Гуком у квітні 2011 р.) польські вояки грабували мешканців, які вчинили опір. Жодного зв'язку з комуністичною ідеологією дії українців не мали, оскільки вони захищали власне майно (найперше ішлося про коней, які становили найціннішу частину інвентаря кожного землероба).

## Населення
Демографічна структура станом на 31 березня 2011 року:
|          | Загалом | Допрацездатний вік | Працездатний вік | Постпрацездатний вік |
| -------- | ------- | ------------------ | ---------------- | -------------------- |
| Чоловіки | 293     | 81                 | 191              | 21                   |
| Жінки    | 326     | 80                 | 175              | 71                   |
| Разом    | 619     | 161                | 366              | 92                   |

## Відомі постаті
25 травня 1943 року поляками в селі замордований український діяч Володимир Столиця — найближчий соратник убитого того ж дня Івана Пастернака.